# Pyramica canina
Pyramica canina är en myrart som först beskrevs av Brown och Boisvert 1979.  Pyramica canina ingår i släktet Pyramica och familjen myror. Inga underarter finns listade i Catalogue of Life.